# Mas del Senyor
El Mas del Senyor és un edifici del municipi de Bovera (Garrigues) inclosa en l'Inventari del Patrimoni Arquitectònic de Catalunya.

## Descripció
Es tracta d'un conjunt de diversos edificis, obres de tipus popular entre els quals destaca el casal més gran. Aquest té una façana decorativa que li dona un aspecte de certa noblesa. Es tracta d'un conjunt d'edificacions de caràcter residencial i agrícola disposades al voltant d'un pati central.
Aquest casal principal consta de tres cossos dividits en planta baixa i dos pisos superiors. El cos central té d'una galeria amb estretes arcades a la part alta. Està flanquejat per dues torres d'acabament modificat. Tota ella guarda un mateix esquema compositiu a base d'un parament de pedra irregular, perfecte a les cantonades, finestrals geminats de gust historicista amb motius decoratius d'arabescos i capitells historiats amb elements vegetals, zoomorfs i antropomorfs. A la planta baixa hi ha petites espitlleres i un portal amb un arc amb la data de 1907.
A la zona posterior s'hi van adossant la resta d'edificacions, entre elles una bonica galeria amb arcades que dona vista a uns dipòsits d'aigua. La factura de totes elles és més senzilla, de pedra i fang, amb coberta de teula. Es tracta de dependències pels masovers, corrals, molí d'oli.

## Història
Els iniciadors foren la família de Gustà Martorell. La finca comprèn 180 hectàrees, de les que 80 o 90 són territori municipal de Bovera. Les intervencions són paral·leles al canvi efectuat a les teulades de l'edifici principal. L'interior està força malmès, i algunes de les altres construccions resten en part derruïdes.